# Tethina czernyi
Tethina czernyi är en tvåvingeart som först beskrevs av Friedrich Georg Hendel 1934.  Tethina czernyi ingår i släktet Tethina och familjen Canacidae. Inga underarter finns listade i Catalogue of Life.